# Uladendron
Uladendron  es un género de fanerógamas perteneciente a la familia Malvaceae cuya única especie es Uladendron codesuri. 